# Joetta Clark
Joetta Clark, född den 1 augusti 1962, är en amerikansk före detta friidrottare som tävlade i medeldistanslöpning.
Clarks främsta meriter är två bronsmedaljer från inomhus-VM på 800 meter. Både vid VM 1993 och 1997 slutade hon trea. Hon deltog vidare vid fem världsmästerskap utomhus på 800 meter. Den enda gång hon tog sig vidare till finalen var vid VM 1997 i Aten där hon slutade på sjunde plats. Hon deltog också vid Olympiska sommarspelen 2000 där hon blev utslagen i semifinalen.

## Personligt rekord
- 800 meter - 1.57,84 från 1998